# جو باناماسا
جو باناماسا (به انگلیسی: Joe Bonamassa) (زادهٔ ۸ مه ۱۹۷۷) خواننده و گیتاریست بلوز راک اهل آمریکا است.
باناماسا اولین بار در ۴ سالگی موسیقی استیوی ری وان را شنید و به‌سرعت جذب اجرای قوی ری وان شد. در ۸ سالگی با بی.بی. کینگ آشنا شد و فقط ۴ سال طول کشید تا اجراهایی منظم را در بخش‌های شمالی ایالت نیویورک برگزار کند. به فاصله‌ای کوتاه به عضویت گروه بلادلاین درآمد که بقیهٔ اعضای آن فرزندان چند موزیسین مشهور بودند: ویلن کریگر (پسر رابی کریگر)، ارین دیویس (پسر مایلز دیویس) و بری اوکلی جونیور (پسر بری اوکلی باسیست آلمن برادرز). آن‌ها تحت نام بلادلاین یک آلبوم که هم‌نام خود گروه بود منتشر کردند اما به‌زودی باناماسا گروه را ترک کرد و در سال ۲۰۰۰ اولین آلبوم شخصی‌اش با عنوان A New Day Yesterday را منتشرکرد.
از آن زمان تابه‌حال باناماسا ۹ آلبوم استودیویی و لایو دیگر منتشر کرده‌است. آخرین آلبوم او با نام Black Rock که در سال ۲۰۱۰ روانهٔ بازار شد در زمان انتشارش تا رتبهٔ ۳۹اُم بیلبورد ۲۰۰ صعود کرد. تا به حال ۶ آلبوم باناماسا در زمان انتشارشان رتبهٔ نخست «جدول پُرفروش‌ترین آلبوم‌های بلوز» آمریکا را به‌خود اختصاص داده‌اند.